# Снов (агромістечко)
Снов (біл. Сноў) — колишнє містечко, тепер село в Білорусі в Несвізькому районі Мінської області. Знаходиться між Барановичами та Несвіжем. Перша згадка про село датується 1528 роком. Економіку села забезпечує агрокомбінат «Сноў». Снов є показовим агромістечком в Білорусі.
У 2006 році це містечко представляла однойменна футбольна команда, яка виступала в другій лізі білоруського чемпіонату та в національному кубку.